# كرسول عاري الساق
كرسول عاري الساق (الاسم العلمي: Crassula nudicaulis) هو نوع من النباتات يتبع جنس الكرسول من الفصيلة الكرسولية.